# Fusie Club Lisse
Il Lisse FC è una società calcistica olandese con sede a Lisse.

## Storia
La storia del FC Lisse è legata alla religione cattolica, la prima una squadra di calcio della città, il Lissese Voetbal Vereniging (che fu poi ribattezzato Lisse Racing Club), fu fondata nel 1911 da un sacerdote cattolico. Nel 1921 fu fondata un'altra squadra nella città: il RKVV Lisse. Nel 1942 il Lisse RC venne sciolto. Dopo la seconda guerra mondiale nacque un altro club, il Lisser Boys. nel 1968 ci fu un tentativo fallimentare di fondere il Lisser Boys e l'RKVV Lisse. Nel 1981 si riuscì definitivamente a fondere le due squadre nel Lisse FC.

## Palmarès
- Derde Divisie: 1

2021-2022
- Hoofdklasse Titolo di divisione:
  - Vincitore (3): 1996-97, 2000-01, 2007-08
- Hoofdklasse Titolo di Sabato:
  - Vincitore (2): 2000-01, 2007-08
- Hoofdklasse Titolo nazionale:
  - Vincitore (1): 2007-08